# Józef Sowiński
Józef Sowiński (n. 15 martie 1777, Varșovia, Polonia-Lituania – d. 6 martie 1831, Varșovia, Imperiul Rus), a fost un om politic și general polonez.
A participat activ la organizarea și desfășurarea insurecției din 1830 - 1831. A jucat un rol deosebit în apărarea Varșoviei. A murit pe câmpul de luptă.
Polonezii păstrează memoria lui J. Sowiński ca luptător consecvent împotriva țarismului⁠(en)[traduceți]. 
În preajma monumentului lui J. Sowiński din Varșovia se găsește o piatră funerară pe care este scris că pe acest loc, în august 1944, hitleriștii au omorât 1500 persoane.